# 파트리치아 바르비에리
파트리치아 바르비에리(이탈리아어: Patrizia Barbieri, 1960년 5월 8일 ~ )는 이탈리아의 정치인이다.
그녀는 이탈리아 크레모나에서 태어나 파르마 대학교를 졸업했다. 바르비에리는 2017년 6월 27일부터 피아첸차 시장으로 재직중이다.
2020년 3월 4일, 코로나바이러스감염증-19에 감염되었다고 발표했다.

## 역대 선거 결과
| 선거명      | 직책명        | 대수 | 정당   | 1차 득표율 | 1차 득표수 | 2차 득표율 | 2차 득표수 | 결과 | 당락               |
| ----------- | ------------- | ---- | ------ | ---------- | ---------- | ---------- | ---------- | ---- | ------------------ |
| 2017년 선거 | 피아첸차 시장 | 20대 | 무소속 | 34.78%     | 14,625표   | 58.54%     | 20,500표   | 1위  | 피아첸차 시장 당선 |